# Науменко, Валерий Евгеньевич
Науменко Валерий Евгеньевич (род. 3 января 1969 года, Запорожье) — украинский и российский историк-медиевист и археолог, доцент кафедры истории древнего мира и средних веков КФУ.

## Биография
Валерий Науменко родился 3 января 1969 года, в Запорожье, в период с 1989 года по 1994 год учился на историческом факультете Симферопольского Государственного университета им. М. В. Фрунзе, с 1990 года, на летней полевой практике, участвуя в Мангупской археологической экспедиции. В 1994—1997 годах, также при кафедре истории древнего мира и средних веков, проходил аспирантуру, работая с 1993 по 2000 год научным сотрудником в Крымском отделении Института востоковедения им. А. Е. Крымского. В 2000—2001 году руководил (как исполнительный директор) благотворительным историко-археологическим фондом «Наследие тысячелетий». 
Кандидатскую диссертацию по теме «Таврика в контексте византийско-хазарских отношений: политико-административный аспект» защитил 17 ноября 2004 года Крымском отделении Института востоковедения им. А. Е. Крымского. Научным руководителем был А. Г. Герцен, оппонентами — В. М. Зубарь и О. Б. Бубенок. 
С 2000 года Науменко — доцент кафедры истории древнего мира и средних веков КФУ, ведёт курсы «История средних веков», «История Византийской империи», «Византийская археология», с 1992 по 2010 год являлся заместителем руководителя Мангупской археологической экспедиции, один из руководителей археологической практики на Мангупе студентов первого курса исторического факультета. С 2011 года, не оставляя работу в университете и до 3 апреля 2014 года Занимал должность Генерального директора Бахчисарайского историко-культурного заповедника, став также членом Полевого комитета Национального комитета ЮНЕСКО на Украине. В составе Мангупской экспедиции руководил археологическими отрядами, проводившими исследования в Адым-Чокракской долине (2010—2013 и 2015—2016 год) и в 2012 году — средневекового поселения Топчан-Кая (в Бахчисарайском районе); в 2015 году — поселений в зоне строительства трассы Таврида и энергомоста «Краснодарский край — Крым», участвовал в международных проектах — принял участие в работе более 90 международных научных конференций. Валерий Науменко член редколлегий научных журналов: «Учёные записки КФУ. Серия Исторические науки» и «Материалы по археологии, истории и этнографии Таврии». 
11 октября 2017 года «за значительный личный вклад в развитие науки и образования в Республике Крым, подготовку квалифицированных кадров» награждён Грамотой Президиума Государственного Совета Республики Крым.
Автор более 140 научных публикаций, в том числе двух коллективных монографий.